# Dolní a horní množina
Horní množina a dolní množina jsou matematické pojmy z oboru teorie množin, konkrétněji z teorie uspořádání, které formalizují představu množiny, která obsahuje „s každým svým prvkem i všechny menší“ (dolní množina), resp. „s každým svým prvkem i všechny větší“ (horní množina).

## Definice
Předpokládejme, že množina A je uspořádána relací R a B je podmnožina A.

Řekneme, že B je dolní množina, pokud s každým svým prvkem obsahuje i všechny menší prvky množiny A, tj.

{\displaystyle (\forall a,b\in A)((b\in B\land a\leq _{R}b)\implies a\in B)}

Řekneme, že B je horní množina, pokud s každým svým prvkem obsahuje i všechny větší prvky množiny A, tj.

{\displaystyle (\forall a,b\in A)((b\in B\land b\leq _{R}a)\implies a\in B)}

## Příklady
Uvažujme množinu {\displaystyle R\,\!} všech reálných čísel s jejím běžným uspořádáním podle velikosti.
- Horní množiny na {\displaystyle R\,\!} jsou právě všechny shora neomezené intervaly (ať již zdola otevřené nebo uzavřené).
- Dolní množiny na {\displaystyle R\,\!} jsou právě všechny zdola neomezené intervaly (ať již shora otevřené nebo uzavřené).

Uvažujme množinu {\displaystyle Z^{+}\,\!} všech celých kladných čísel částečně uspořádanou relací S = { [a,b] : a dělí b }.
- Každá dolní množina musí obsahovat číslo 1, protože 1 dělí každé číslo, takže {\displaystyle (\forall x)(1\leq _{S}x)\,\!}.
- Ze stejného důvodu existuje pouze jedna horní množina, která obsahuje číslo 1 - je to celá množina {\displaystyle Z^{+}\,\!}. Platí totiž, že 1 dělí každé kladné celé číslo a pokud má horní množina obsahovat jedničku, musí obsahovat i všechna čísla, která jsou dělitelná jedničkou.
- Množina obsahující pouze číslo 1 a nějaká prvočísla je dolní množina (například {1,3,5,13}, ale také nekonečná množina obsahující číslo 1 a všechna prvočísla).
- Množina obsahující všechna čísla ze {\displaystyle Z^{+}\,\!} kromě čísel 1,2,3,4 a 11 je horní množina.
- Zajímavé je, že množina všech sudých čísel je horní množina v {\displaystyle Z^{+}\,\!} — s každým číslem obsahuje i všechny jeho násobky. Naproti množina všech lichých čísel je dolní množina v {\displaystyle Z^{+}\,\!} — s každým číslem obsahuje i všechny jeho dělitele. V tomto příkladě je dobře vidět, jak moc záleží na tom, jaké zvolíme uspořádání. Kdybychom místo dělitelnosti zvolili běžné uspořádání podle velikosti, pak množina sudých čísel rozhodně nebude horní a množina lichých čísel rozhodně nebude dolní (na to by byly příliš „děravé“).